# Il Lute II - Domani sarò libero
Il Lute II - Domani sarò libero (El Lute II: mañana seré libre) è un film del 1988 diretto da Vicente Aranda. Sequel di El lute, o cammina o schiatta, prosegue la narrazione delle vicende biografiche di Eleuterio Sánchez Rodríguez. Fu presentato al Festival di Cannes 1988.

## Trama
Evaso dal carcere, Eleuterio si ricongiunge alla sua famiglia. Insieme ai propri cari, si lancia in una fuga disperata mentre la Guardia Civile si mette sulle sue tracce.

## Riconoscimenti
- 1988 - Festival di Cannes
  - Nomination Palma d'oro al miglior film

- 1989 - Premio Goya
  - Nomination Miglior attore protagonista a Imanol Arias
  - Nomination Miglior attore non protagonista a Jorge Sanz
  - Nomination Miglior sceneggiatura non originale a Joaquim Jordà, Vicente Aranda e Eleuterio Sánchez
  - Nomination Miglior trucco e acconciatura a Juan Pedro Hernández e Agustín Cabiedes
  - Nomination Migliori effetti speciali a Alberto Nombela Núñez